# Katrien Torfs
Pour les articles homonymes, voir Torfs.
Katrien Torfs est une joueuse belge de football née le 10 novembre 1987 à Louvain (Belgique). 

## Biographie
Elle a joué au Standard Fémina de Liège et à Oud-Heverlee Louvain. Elle a débuté à l'âge de cinq ans au Rapide Bertem. 
Après avoir stoppé pendant deux ans, elle reprend du service dans son club d'origine: Oud-Heverlee Louvain.

## Palmarès
- Championne de Belgique (2) : 2009 - 2011
- Finaliste de la Coupe de Belgique : 2009
- Vainqueur de la Super Coupe de Belgique (1) : 2009
- Doublé Championnat de Belgique-Super Coupe de Belgique  (1) : 2009

### Bilan
- 3 titres

## Statistiques

### Ligue des Champions
- 2009-2010: 2 matchs